# Heliotropium gaubae
Heliotropium gaubae är en strävbladig växtart som beskrevs av Karl Heinz Rechinger och H. Riedl. Heliotropium gaubae ingår i Heliotropsläktet som ingår i familjen strävbladiga växter. Inga underarter finns listade i Catalogue of Life.